# Gustavo Acosta
Gustavo Acosta (San Luis, 22 de noviembre de 1989) es un basquetbolista argentino. Con 1,98 metros de altura, juega en la posición de ala-pívot. Actualmente forma parte de GEPU, equipo de La Liga Federal.

## Trayectoria

### Clubes
| Club                      | País      | Año           |
| ------------------------- | --------- | ------------- |
| GEPU                      | Argentina | 2005-2006     |
| 9 de Julio de Rio Tercero | Argentina | 2006-2010     |
| San Isidro                | Argentina | 2010-2011     |
| Brown de San Vicente      | Argentina | 2011-2012     |
| El Chorrillero            | Argentina | 2012-2013     |
| Banda Norte               | Argentina | 2013-2014     |
| GEPU-Española             | Argentina | 2014-2015     |
| Argentino de Pergamino    | Argentina | 2015-2016     |
| GEPU                      | Argentina | 2016          |
| Huracán de Trelew         | Argentina | 2016-2017     |
| Argentino de Pergamino    | Argentina | 2017-2018     |
| GEPU                      | Argentina | 2018-presente |